# Николас Алмагро
Николас Алмагро Санчез Рол (шп. Nicolás Almagro Sánchez Rolle; Мурсија, 21. август 1985) је бивши шпански тенисер који је свој најбољи пласман у синглу достигао 2. маја 2011. када је заузимао 9. место на АТП листи.
Професионалну тениску каријеру завршио је у априлу 2019. на челенџеру у Мурсији.

## АТП финала

### Појединачно: 23 (13–10)
| Легенда                        |
| ------------------------------ |
| Гренд слем турнири (0–0)       |
| Завршно првенство сезоне (0–0) |
| АТП мастерс 1000 (0–0)         |
| АТП 500 (2–3)                  |
| АТП 250 (11–7)                 |

| Финала по подлози |
| ----------------- |
| Тврда (0–0)       |
| Шљака (13–10)     |
| Трава (0–0)       |

| Финала по локацији |
| ------------------ |
| Отворено (12–10)   |
| Дворана (1–0)      |

| Исход     | Бр. | Датум             | Турнир                      | Подлога   | Противник             | Резултат                |
| --------- | --- | ----------------- | --------------------------- | --------- | --------------------- | ----------------------- |
| Победник  | 1.  | 16. април 2006.   | Валенсија, Шпанија          | Шљака     | Жил Симон             | 6–2, 6–3                |
| Победник  | 2.  | 15. април 2007.   | Валенсија, Шпанија (2)      | Шљака     | Потито Стараче        | 4–6, 6–2, 6–1           |
| Финалиста | 1.  | 15. јул 2007.     | Бостад, Шведска             | Шљака     | Давид Ферер           | 1–6, 2–6                |
| Победник  | 3.  | 17. фебруар 2008. | Коста до Саипе, Бразил      | Шљака     | Карлос Моја           | 7–6(7–4), 3–6, 7–5      |
| Победник  | 4.  | 2. март 2008.     | Акапулко, Мексико           | Шљака     | Давид Налбандијан     | 6–1, 7–6(7–1)           |
| Финалиста | 2.  | 20. април 2008.   | Валенсија, Шпанија          | Шљака     | Давид Ферер           | 6–4, 2–6, 6–7(2–7)      |
| Победник  | 5.  | 1. март 2009.     | Акапулко, Мексико (2)       | Шљака     | Гаел Монфис           | 6–4, 6–4                |
| Победник  | 6.  | 18. јул 2010.     | Бостад, Шведска             | Шљака     | Робин Седерлинг       | 7–5, 3–6, 6–2           |
| Победник  | 7.  | 1. август 2010.   | Гштад, Швајцарска           | Шљака     | Ришар Гаске           | 7–5, 6–1                |
| Победник  | 8.  | 13. фебруар 2011. | Коста до Саипе, Бразил (2)  | Шљака     | Александар Долгополов | 6–3, 7–6(7–3)           |
| Победник  | 9.  | 20. фебруар 2011. | Буенос Ајрес, Аргентина     | Шљака     | Хуан Игнасио Чела     | 6–3, 3–6, 6–4           |
| Финалиста | 3.  | 27. фебруар 2011. | Акапулко, Мексико           | Шљака     | Давид Ферер           | 6–7(4–7), 7–6(7–2), 2–6 |
| Победник  | 10. | 21. мај 2011.     | Ница, Француска             | Шљака     | Виктор Ханеску        | 6–7(5–7), 6–3, 6–3      |
| Финалиста | 4.  | 24. јул 2011.     | Хамбург, Немачка            | Шљака     | Жил Симон             | 4–6, 6–4, 4–6           |
| Победник  | 11. | 19. фебруар 2012. | Сао Пауло, Бразил (3)       | Шљака (д) | Филипо Воландри       | 6–3, 4–6, 6–4           |
| Финалиста | 5.  | 26. фебруар 2012. | Буенос Ајрес, Аргентина     | Шљака     | Давид Ферер           | 6–4, 3–6, 2–6           |
| Победник  | 12. | 26. мај 2012.     | Ница, Француска (2)         | Шљака     | Брајан Бејкер         | 6–3, 6–2                |
| Финалиста | 6.  | 15. јул 2012.     | Бостад, Шведска (2)         | Шљака     | Давид Ферер           | 2–6, 2–6                |
| Финалиста | 7.  | 14. април 2013.   | Хјустон, САД                | Шљака     | Џон Изнер             | 3–6, 5–7                |
| Финалиста | 8.  | 28. април 2013.   | Барселона, Шпанија          | Шљака     | Рафаел Надал          | 4–6, 3–6                |
| Финалиста | 9.  | 13. април 2014.   | Хјустон, САД (2)            | Шљака     | Фернандо Вердаско     | 3–6, 6–7(4–7)           |
| Финалиста | 10. | 14. фебруар 2016. | Буенос Ајрес, Аргентина (2) | Шљака     | Доминик Тим           | 6–7(2–7), 6–3, 6–7(4–7) |
| Победник  | 13. | 1. мај 2016.      | Каскаис, Португал           | Шљака     | Пабло Карењо Буста    | 6–7(6–8), 7–6(7–5), 6–3 |

### Парови: 2 (1–1)
| Легенда                        |
| ------------------------------ |
| Гренд слем турнири (0–0)       |
| Завршно првенство сезоне (0–0) |
| АТП мастерс 1000 (0–0)         |
| АТП 500 (0–0)                  |
| АТП 250 (1–1)                  |

| Финала по подлози |
| ----------------- |
| Тврда (0–0)       |
| Шљака (1–1)       |
| Трава (0–0)       |

| Финала по локацији |
| ------------------ |
| Отворено (1–1)     |
| Дворана (0–0)      |

| Исход     | Бр. | Датум             | Турнир                  | Подлога | Партнер           | Противници                      | Резултат         |
| --------- | --- | ----------------- | ----------------------- | ------- | ----------------- | ------------------------------- | ---------------- |
| Финалиста | 1.  | 22. фебруар 2009. | Буенос Ајрес, Аргентина | Шљака   | Сантијаго Вентура | Марсел Гранољерс Алберто Мартин | 3–6, 7–5, [8–10] |
| Победник  | 1.  | 8. август 2015.   | Кицбил, Аустрија        | Шљака   | Карлос Берлок     | Робин Хасе Хенри Континен       | 5–7, 6–3, [11–9] |

## Остала финала

### Тимска такмичења: 2 (1–1)
| Исход     | Бр. | Датум                 | Турнир                               | Подлога   | Партнери                                                        | Противници                                                      | Резултат | Извор |
| --------- | --- | --------------------- | ------------------------------------ | --------- | --------------------------------------------------------------- | --------------------------------------------------------------- | -------- | ----- |
| Победник  | 1.  | 21–23. новембар 2008. | Дејвис куп, Мар дел Плата, Аргентина | Тврда (д) | Давид Ферер Фернандо Вердаско Фелисијано Лопез Марсел Гранољерс | Хуан М. дел Потро Давид Налбандијан Хосе Акасусо Агустин Каљери | 3–11     | [ 5 ] |
| Финалиста | 1.  | 16–18. новембар 2012. | Дејвис куп, Праг, Чешка              | Тврда (д) | Давид Ферер Марсел Гранољерс Марк Лопез                         | Томаш Бердих Радек Штјепанек Лукаш Росол Иво Минар              | 2–3      | [ 6 ] |

1 Учествовао је само у првом колу Дејвис купа 2008.

### Егзибициони турнири: 1 (0–1)
| Исход     | Бр. | Датум              | Турнир        | Подлога | Противник     | Резултат           | Извор |
| --------- | --- | ------------------ | ------------- | ------- | ------------- | ------------------ | ----- |
| Финалиста | 1.  | 29. децембар 2012. | Абу Даби, УАЕ | Тврда   | Новак Ђоковић | 7–6(7–4), 3–6, 4–6 | [ 7 ] |